# Cornugonus implicatus
Cornugonus implicatus är en mångfotingart som beskrevs av Demange 1961. Cornugonus implicatus ingår i släktet Cornugonus och familjen Harpagophoridae. Inga underarter finns listade i Catalogue of Life.